# Elecciones presidenciales de Camerún de 1992
Las elecciones presidenciales de Camerún de 1992 se realizaron el 11 de octubre luego de la instauración de la democracia multipartidista a principios de ese año, habiendo perdido el Movimiento Democrático del Pueblo Camerunés (partido único del régimen desde 1985) su mayoría parlamentaria propia en los comicios legislativos meses atrás, aunque conservando el cuórum por una coalición con otros partidos. La participación electoral fue del 71.87%.
El presidente Paul Biya, que se presentó a la reelección, obtuvo una estrecha victoria con casi el 40% de los votos, superando al candidato del Frente Socialdemócrata John Fru Ndi, que obtuvo el 36%. La oposición, dividida, no pudo organizar una coalición exitosa y, dada la ausencia de un sistema de segunda vuelta electoral, Biya accedió a la presidencia sin complicaciones, aunque los resultados fueron denunciados como fraudulentos por los demás candidatos.
Estas fueron las elecciones más competitivas que enfrentaría jamás el gobierno camerunés. Desde entonces hasta la actualidad, la oposición al régimen de Biya comenzó a experimentar un declive gradual, del que no se ha recuperado.

## Contexto
Las elecciones presidenciales de 1992 fueron un momento crucial en la historia posterior a la independencia de Camerún. Aunque una variedad de líderes de la oposición, incluyendo John Fru Ndi, presidente del Frente Socialdemócrata, se oponían con furia al régimen de Paul Biya y trataron de derrocarlo varias veces entre 1990 y 1992, no pudieron hacerlo. Aunque la oposición logró obligar a Biya a aceptar la política multipartidaria y presionó severamente a su régimen, no obstante Biya retuvo el control del país y se enfrentaría a un divido puñado de opositores en los primeros comicios libres de la historia camerunesa.  El fracaso de la oposición de presentar un solo candidato ofreció una ventaja significativa a Biya, ya que la ley electoral no preveía una segunda vuelta, y por lo tanto los candidatos de la oposición no podían unirse contra Biya en caso de que no consiguiera la mayoría.

## Resultados
|  | 39.98 % |

|  | 35.97 % |

|  | 19.22 % |

|  | 3.62 % |

|  | 0.79 % |

|  | 0.42 % |

|  | 98.34 % |

|  | 1.66 % |

|  | 71.87 % |

|  | 28.13 % |

## Resultados por provincia
| Región                             | Región        |                |                |                  |                  |                          |                          |                       |                       |                        |                        |              |              | Total     | Total |
| ---------------------------------- | ------------- | -------------- | -------------- | ---------------- | ---------------- | ------------------------ | ------------------------ | --------------------- | --------------------- | ---------------------- | ---------------------- | ------------ | ------------ | --------- | ----- |
| Región                             | Región        |                |                |                  |                  |                          |                          |                       |                       |                        |                        |              |              | Total     | Total |
| Región                             | Región        | Paul Biya RDPC | Paul Biya RDPC | John Fru Ndi FSD | John Fru Ndi FSD | Bello Bouba Maigari UNDP | Bello Bouba Maigari UNDP | Adamou Ndam Njoya UDC | Adamou Ndam Njoya UDC | Jean-Jacques Ekindi MP | Jean-Jacques Ekindi MP | Emah Otu RFP | Emah Otu RFP | Total     | Total |
| Región                             | Región        | Votos          | %              | Votos            | %                | Votos                    | %                        | Votos                 | %                     | Votos                  | %                      | Votos        | %            | Total     | Total |
| Adamawa                            | Adamawa       | 31.910         | 26.13%         | 7.797            | 6.39%            | 78.204                   | 64.04%                   | 2.255                 | 1.85%                 | 1.235                  | 1.01%                  | 711          | 0.58%        | 122.112   |       |
| Centro                             | Centro        | 408.718        | 71.03%         | 106.848          | 18.57%           | 52.060                   | 9.05%                    | 5.135                 | 0.89%                 | 1.452                  | 0.25%                  | 1.193        | 0.21%        | 575.406   |       |
| Este                               | Este          | 93.099         | 68.50%         | 8.975            | 6.60%            | 29.339                   | 21.59%                   | 2.623                 | 1.93%                 | 1.137                  | 0.84%                  | 741          | 0.55%        | 135.914   |       |
| Extremo Norte                      | Extremo Norte | 202.134        | 47.65%         | 18.001           | 4.24%            | 180.185                  | 42.47%                   | 8.567                 | 2.02%                 | 9.903                  | 2.33%                  | 5.426        | 1.28%        | 424.216   |       |
| Litoral                            | Litoral       | 57.096         | 14.31%         | 269.774          | 67.60%           | 57.641                   | 14.44%                   | 10.083                | 2.53%                 | 3.517                  | 0.88%                  | 959          | 0.24%        | 399.070   |       |
| Norte                              | Norte         | 94.704         | 42.87%         | 6.950            | 3.15%            | 111.387                  | 50.42%                   | 3.186                 | 1.44%                 | 3.087                  | 1.40%                  | 1.592        | 0.72%        | 220.906   |       |
| Noroeste                           | Noroeste      | 32.348         | 9.60%          | 290.861          | 86.30%           | 10.227                   | 3.03%                    | 2.830                 | 0.84%                 | 467                    | 0.14%                  | 315          | 0.09%        | 337.048   |       |
| Oeste                              | Oeste         | 46.069         | 11.86%         | 263.321          | 67.79%           | 7.687                    | 1.98%                    | 68.284                | 17.58%                | 2.010                  | 0.52%                  | 1.086        | 0.28%        | 388.457   |       |
| Oeste                              | Oeste         | 36.093         | 21.36%         | 87.201           | 51.60%           | 40.781                   | 24.13%                   | 3.846                 | 2.28%                 | 625                    | 0.37%                  | 450          | 0.27%        | 168.996   |       |
| Sur                                | Sur           | 183.295        | 94.82%         | 6.874            | 3.56%            | 2.376                    | 1.23%                    | 602                   | 0.31%                 | 92                     | 0.05%                  | 72           | 0.04%        | 193.311   |       |
| Total                              | Total         | 1.185.466      | 39.98%         | 1.066.602        | 35.97%           | 569.887                  | 19.22%                   | 107.411               | 3.62%                 | 23.525                 | 0.79%                  | 12.545       | 0.42%        | 2.965.436 |       |
| Fuente: African Elections Database |               |                |                |                  |                  |                          |                          |                       |                       |                        |                        |              |              |           |       |